# Passo da Vue des Alpes
O passo da vue des Alpes - literalmente de 'Vista dos Alpes' - é uma  colo de montanha do maciço do Jura, na Suíça, que culmina a 1 283 m e que liga o lago de Neuchâtel e La Chaux-de-Fonds, ambos no cantão de Neuchâtel.
Em 1994 um túnel evita a passagem pelo colo frequentemente coberto pela neve no período invernal.

## Patrônimo
O nome deste colo provém da vista panorâmica sobre o maciço Alpino.